# Монокума
Монокума (яп. モノクマ), також відомий як Кума Моно, є відомим анімаційним персонажем та головним антагоністом знаменитої серії ігор і аніме Danganronpa.

## Походження
Монокума був створений японським дизайнером персонажів і манґакою Кадзутакою Кодака. Перший раз він з'явився у світі у 2010 році, коли вийшла перша відеогра Danganronpa: Trigger Happy Havoc. Після того Монокума з'являвся у кожній частині серії.

## Зовнішність
Монокума нагадує великого ведмедя, а його голова схожа на телевізор зі статичним зображенням та червоними світлодіодами у вигляді очей. Ця символіка вказує на його роль як ведучого гри та контролера подій у серії «Danganronpa».

## Роль Монокуми
У світі «Danganronpa», Монокума виступає як головний ведучий гри смерті. Він видає різні завдання героям, зокрема розслідування вбивств та судові сесії, де гравці визначають, хто з них винен у злочинах. Монокума завжди прагне насолоджуватися хаосом та драмою.

## Популярність
Монокума — один із найвідоміших персонажів Danganronpa, із яким створено багато виробів, фан-арту та косплею. Його популярність також призвела до виходу додаткових ігор, аніме-адаптацій та різноманітних товарів і предметів з образом Монокуми.